# ホークス的女性像

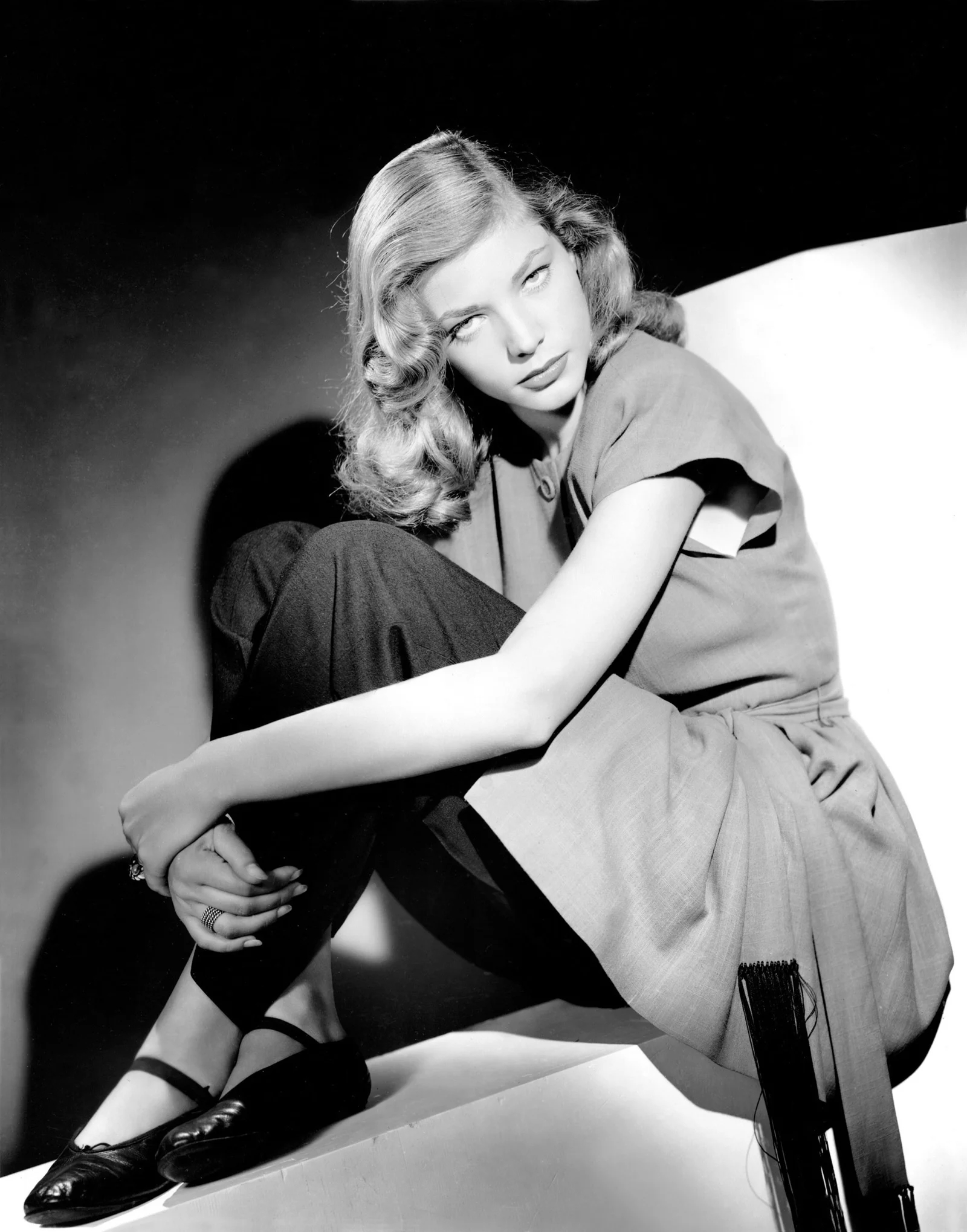
ホークス的女性像を体現する女優と呼ばれるローレン・バコール。ハリウッド黄金時代のタフな男性キャラクターの代表であるハンフリー・ボガートとは、公私にわたるパートナーであった。

ホークス的女性像（ホークスてきじょせいぞう、英語: Hawksian woman）とは、ハワード・ホークスの映画にヒロインとして登場するような、機知とカリスマを持った強気な物言いをする女性キャラクターを指す映画理論用語である。ハワード・ホークス監督がキャサリン・ヘプバーン、ロザリンド・ラッセル、バーバラ・スタンウィック、アンジー・ディキンソンなどの女優を使って普及させた。最もよく知られているホークス的女性像はローレン・バコールが演じた役柄であり、バコールが『脱出』や『三つ数えろ』でハンフリー・ボガートを相手に演じたスリムやヴィヴィアンは映画史上の象徴的な役柄として極めて高い評価を得ている。この典型は1971年に映画批評家ナオミ・ワイズが最初に提示した。ホークス的女性像を研究した主要な映画理論家としては、アンドルー・サリスやモリー・ハスケルがいる。

## 性格造形

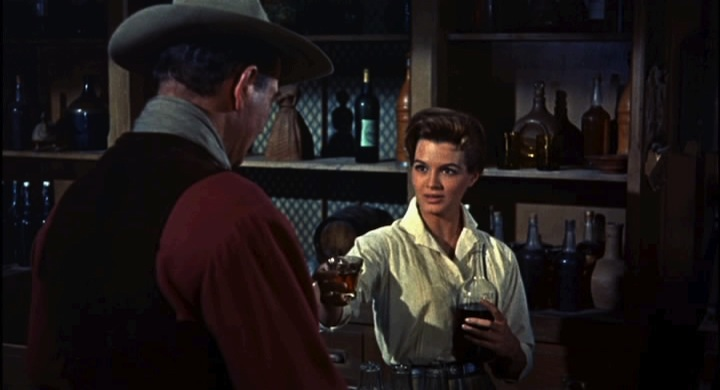
『リオ・ブラボー』（1959年）でジョン・ウェイン演じるチャンスを相手役にフェザーズを演じるアンジー・ディキンソン。

ホークス的女性像は心情を思うままに話し、男性の相手役と機知に富んだふざけた会話を交わし、個人的、性的に欲しいと思ったものを得るために行動を起こす。早口で率直であり、議論では男性を負かすこともできる。肉体的には、ホークス的女性像は古典的な美女ではないが、むしろ身体的に美しい特徴を持っているというよりは活力とカリスマが魅力である。ホークス的女性像と考えられる女性キャラクターは、「映画において女性はもっと鈍いものだという伝統的な概念と離れて、あるいはそれを超えて、銀幕にラディカルな存在感を放つ」人物である。男性主人公同様あだ名で呼ばれることも多く、このためホークス的な女性キャラクターは性的欲望の対象よりは「仲間のひとり」とみなされる点で、この当時の他の女性典型と特に異なっている。しかしながら、ホークス映画において監督が女性を平等に扱うことにより、誘惑的な魅力や優しさといった女性的とされる性質がなくなることはない。ホークス映画に登場する女性の強さにより、他の点では物静かでおずおずした男性の男らしさがしばしば引き出されるようになる。ホークス的な女性キャラクターは、貴族階級の出身で労働者階級の勤労者男性の理想を評価するようになるか、自身が普通の人々の利益のために戦う勤勉なプロであることも多い。ホークス自身がこのような女性が好きだということを、1982年の『監督ハワード・ホークス「映画」を語る』で一章にわたり、ジョゼフ・マクブライドに詳しく語っている。

## ホークス的女性像の例

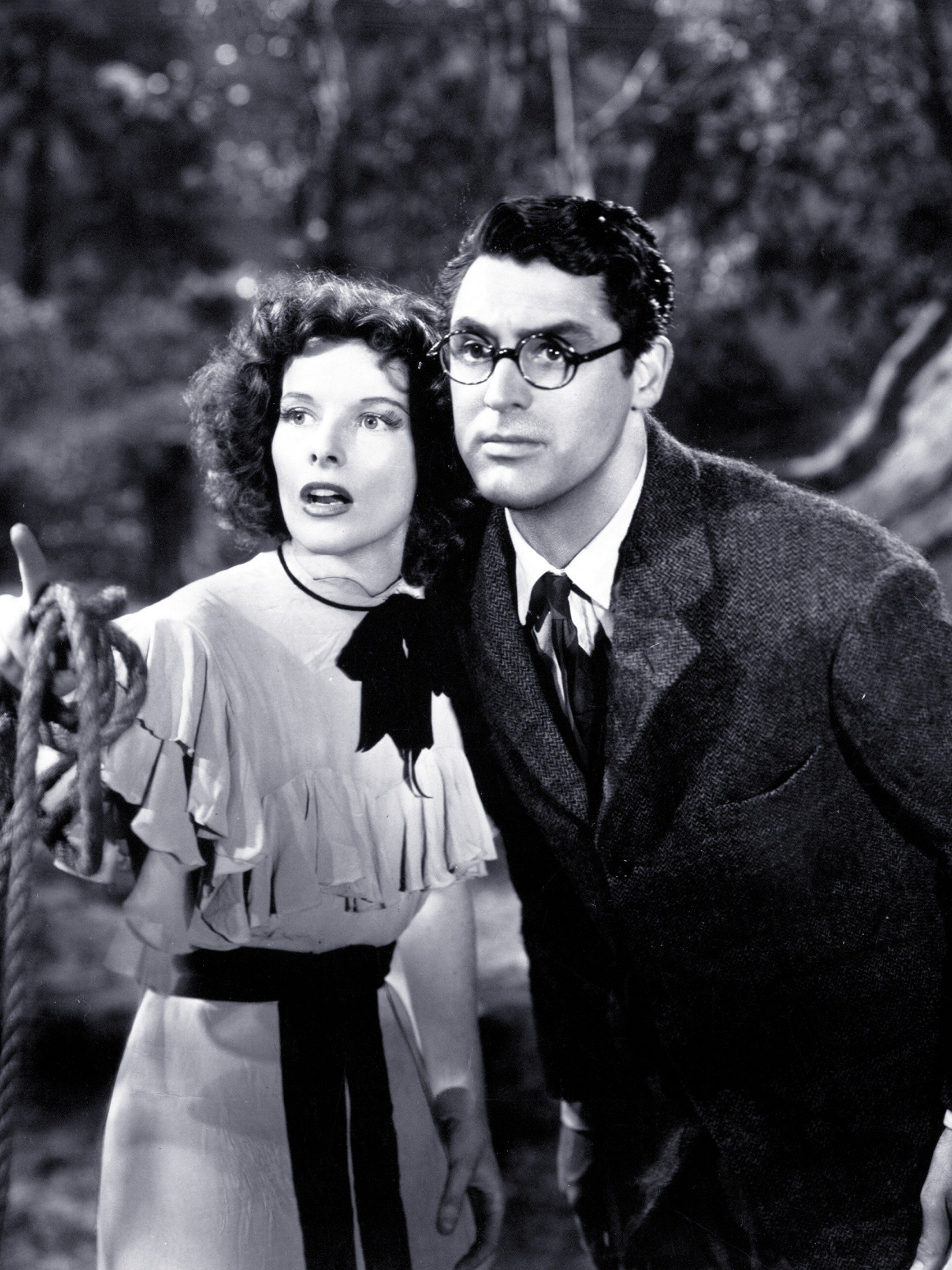
『赤ちゃん教育』でスーザンを演じるキャサリン・ヘプバーンとデイヴィッドを演じるケイリー・グラント。 スーザンは大金持ちの令嬢、デイヴィッドは古生物学者である。

ホークスの妻だったスリム・キースによると、ローレン・バコールがホークスに最も気に入られた女優であった。バコールが演じた『脱出』（1944年）のスリムと『三つ数えろ』（1946年）のヴィヴィアンは最もホークス的な女性キャラクターとしてしばしばとりあげられる。ホークスの最初期の映画である『港々に女あり』は女性主人公のこうした役柄の形を初めて見せた作品であり、ルイーズ・ブルックスは最初のホークス的女性像を演じたと言える。ホークス的女性像の他の例としては、『赤ちゃん教育』（1938年）でキャサリン・ヘプバーンが演じたスーザン・ヴァンス、 『ヒズ・ガール・フライデー』（1940年）でロザリンド・ラッセルが演じたヒルディ、『教授と美女』（1941年）でゲイリー・クーパーを相手にバーバラ・スタンウィックが演じた役柄であるシュガーパス・オシェイ、『リオ・ブラボー』（1959年）でアンジー・ディキンソンが演じたフェザーズなどがいる。 

## 衰退

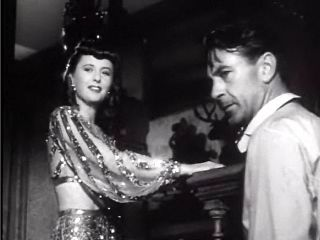
『教授と美女』でバーレスクの女王シュガーパスを演じるバーバラ・スタンウィックと、言語学者ポッツ教授を演じるゲイリー・クーパー。

ホークス的女性像はハリウッドにおいて1950年代に徐々に衰退し、新しい女性の典型が映画に現れるようになったと指摘する批評家もいる。第二次世界大戦が終わり、社会における女性の役割も変わった。ジャーメイン・グリアは、ホークス的女性像にかわって登場した、無力でしばしばマリリン・モンローやカトリーヌ・ドヌーヴのような女優によって演じられた女性像の典型を「去勢された女」と呼んでいる。ただし、ホークス監督の『紳士は金髪がお好き』（1953年）でモンローが演じるローレライやジェーン・ラッセルが演じるドロシーはホークス的女性像に近いと考えるむきもある。

## 影響

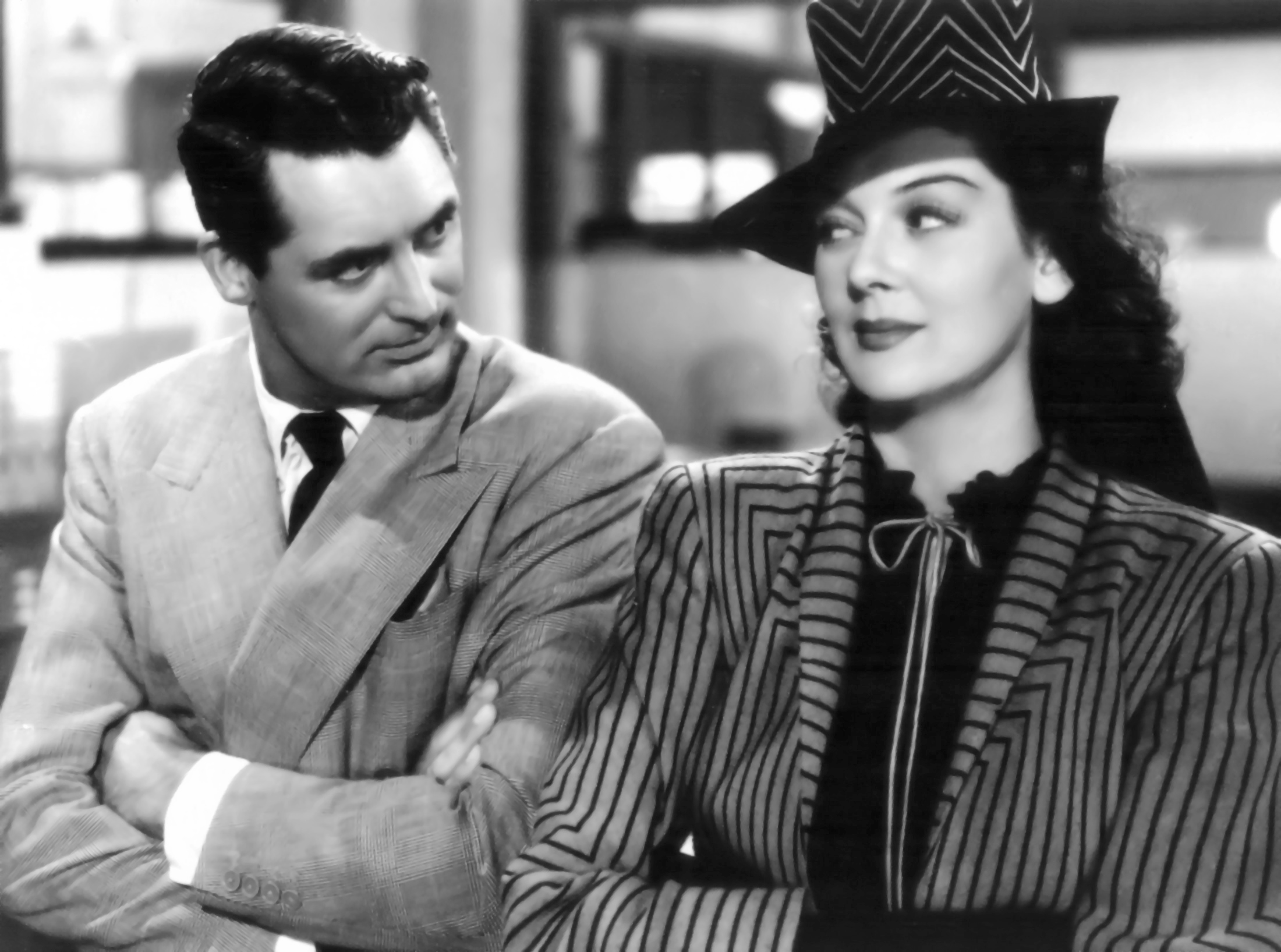
『ヒズ・ガール・フライデー』でヒルディを演じるロザリンド・ラッセルとウォルターを演じるケイリー・グラント。この映画は極めて台詞が早口であることで有名である。

ホークスのファンであることを公言しているジョン・カーペンターは、しばしば自作にホークス的女性像を登場させている。カーペンター映画に出てくるホークス的女性像の例としては、撮影当時はカーペンターの妻だったエイドリアン・バーボーが『ザ・フォッグ』（1980年）で演じたスティーヴィや『ニューヨーク1997』（1981年）で演じたマギー、 『スターマン/愛・宇宙はるかに』（1984年）でカレン・アレンが演じたジェニー、『光る眼』（1995年）でカースティ・アレイ』が演じたスーザンなどがいる。
2000年5月に『ニューヨーク・タイムズ』に掲載された女優のキャメロン・ディアスのプロフィールで、ジャーナリストのデイヴ・ケアは、ディアスは「その面白さ、仲間らしい感覚、率直なセクシュアリティのため、ホークス的女性像の伝統に驚くほどよく似合う」と述べている。